# Referéndum sobre la pertenencia del Reino Unido a la Unión Europea
El 23 de junio de 2016 se celebró en el Reino Unido y en Gibraltar un referéndum sobre la pertenencia del Reino Unido a la Unión Europea. En la consulta, una mayoría de votantes decidió que el Reino Unido debía retirarse de la UE. Y es que la pertenencia británica en la Unión Europea había sido un asunto controvertido desde que el país se integró en la Comunidad Económica Europea en 1973, con debates recurrentes sobre la salida del Reino Unido de la Unión Europea (llamado comúnmente Brexit) desde entonces.
En 2015 el Parlamento británico aprobó la European Union Referendum Act 2015 que autorizaba la celebración del referéndum. El referéndum subsiguiente de 2016, fue la segunda ocasión que se celebró un referéndum de este tipo, tras el referéndum sobre la permanencia del Reino Unido en la Comunidad Económica Europea que se celebró en 1975 y en el que el 67 % de los electores se mostró partidario de permanecer. En el referéndum de 2016 se esperaban unos resultados más ajustados y su resultado afectaba igualmente al estatus de Gibraltar como territorio británico de ultramar perteneciente a la UE.
Uno de los argumentos de los partidarios de la salida de la UE (el denominado brexit) era que ser un Estado miembro minaba la soberanía británica, por lo que el brexit permitiría un mayor control de la inmigración, una mejor posición británica para negociar acuerdos comerciales y una liberación de la regulación y burocracia comunitaria. Por otra parte, los que apostaban por seguir siendo miembros de la UE argumentaban que cualquier pérdida de soberanía en un mundo con varios niveles de organización supranacional se veía compensada con los beneficios de pertenecer a la UE; y alertaban de los riesgos para la prosperidad económica británica de una hipotética salida del aumento de las barreras comerciales con los estados de la UE.

## Pregunta
En un principio, la pregunta propuesta ante el Parlamento fue:

Inglés: Should the United Kingdom remain a member of the European Union?
Galés: A ddylai’r Deyrnas Unedig aros yn aelod o’r Undeb Ewropeaidd?
¿Debería el Reino Unido permanecer como miembro de la Unión Europea?

Con las siguientes opciones de respuesta:

Inglés: Yes / No
Galés: Dylai / Na ddylai
Sí / No

Posteriormente, la Comisión Electoral recomendó que la pregunta propuesta se cambiara por otra más clara y directa para los votantes y que se expresase de una manera más neutral. Finalmente, se decidió que la pregunta que los ciudadanos británicos y gibraltareños contestarían el día del referéndum sería:

Inglés: Should the United Kingdom remain a member of the European Union or leave the European Union? 

Galés: A ddylai’r Deyrnas Unedig aros yn aelod o’r Undeb Ewropeaidd neu adael yr Undeb Ewropeaidd?

¿Debería el Reino Unido permanecer como miembro de la Unión Europea o abandonar la Unión Europea?

Con dos posibles respuestas:

Inglés: Remain a member of the European Union / Leave the European Union

Galés: Aros yn aelod o’r Undeb Ewropeaidd / Gadael yr Undeb Ewropeaidd

Permanecer como miembro de la Unión Europea / Abandonar la Unión Europea

## Posicionamientos

### Partidos políticos
| Postura             | Partidos políticos                          | Partidos políticos                         | Partidos políticos                         |
| ------------------- | ------------------------------------------- | ------------------------------------------ | ------------------------------------------ |
| Permanecer en la UE |                                             | Partido de la Alianza de Irlanda del Norte | Partido de la Alianza de Irlanda del Norte |
| Permanecer en la UE |                                             | Partido Verde                              | Inglaterra y Gales                         |
| Permanecer en la UE | Irlanda del Norte                           | Partido Verde                              |                                            |
| Permanecer en la UE | Escocia                                     | Partido Verde                              |                                            |
| Permanecer en la UE | Partido Laborista                           |                                            |                                            |
| Permanecer en la UE | Liberal Demócratas                          |                                            |                                            |
| Permanecer en la UE | NI21                                        |                                            |                                            |
| Permanecer en la UE | Plaid Cymru                                 |                                            |                                            |
| Permanecer en la UE | Partido Nacional Escocés                    |                                            |                                            |
| Permanecer en la UE | Sinn Féin                                   |                                            |                                            |
| Permanecer en la UE | Partido Socialdemócrata y Laborista         |                                            |                                            |
| Permanecer en la UE | Partido Unionista del Úlster                |                                            |                                            |
| Abandonar la UE     |                                             |                                            |                                            |
|                     | Partido Unionista Democrático               |                                            |                                            |
|                     | Voz Unionista Tradicional                   |                                            |                                            |
|                     | Partido de la Independencia del Reino Unido |                                            |                                            |
| Neutral             |                                             | Partido Conservador                        | Partido Conservador                        |

Entre los partidos minoritarios, Respect - The Unity Coalition, Coalición Sindicalista y Socialista, Independencia de Europa y el Partido Nacional Británico apoyaron la salida del Reino Unido de la EU. El Partido Socialista Escocés se mostraron a favor de que el Reino Unido continúe siendo miembro de la UE.
Todos los partidos con representación en el Parlamento de Gibraltar apoyaron la permanencia dentro de la UE (Socialdemócratas de Gibraltar, el Partido Socialista Laborista de Gibraltar y el Partido Liberal de Gibraltar).

### Consejo de Ministros
| Postura | Ministro/a                                                                  | Ministro/a                                          |
| ------- | --------------------------------------------------------------------------- | --------------------------------------------------- |
| Sí UE   | David Cameron (primer ministro)                                             | David Cameron (primer ministro)                     |
| Sí UE   | Philip Hammond (Ministro de Asuntos Exteriores y de la Mancomunidad)        |                                                     |
| Sí UE   | Jeremy Hunt (ministro de Salud)                                             |                                                     |
| Sí UE   | Michael Fallon (Ministro de Defensa)                                        |                                                     |
| Sí UE   | Sajid Javid (ministro de Negocios, Innovación y Habilidades)                |                                                     |
| Sí UE   | Theresa May (ministra del Interior)                                         |                                                     |
| Sí UE   | Patrick McLoughlin (ministro de Transporte)                                 |                                                     |
| Sí UE   | Nicky Morgan (Ministra de Educación, Mujer e Igualdad)                      |                                                     |
| Sí UE   | David Mundell (ministro para Escocia)                                       |                                                     |
| Sí UE   | George Osborne (primer secretario de Estado y canciller de Hacienda)        |                                                     |
| Sí UE   | Liz Truss (Ministra de Medio Ambiente, Alimentación y Asuntos Rurales)      |                                                     |
| No UE   | Iain Duncan Smith (ministro de Trabajo y Pensiones)                         | Iain Duncan Smith (ministro de Trabajo y Pensiones) |
| No UE   | Michael Gove (ministro de Justicia)                                         |                                                     |
| No UE   | Chris Grayling (presidente del Consejo y líder de la Cámara de los Comunes) |                                                     |
| No UE   | Priti Patel (ministra de Empleo)                                            |                                                     |
| No UE   | Theresa Villiers (Ministra para Irlanda del Norte)                          |                                                     |
| No UE   | John Whittingdale (Ministro de Cultura, Medios de Comunicación y Deporte)   |                                                     |

## Áreas de votación
| País                            | Áreas de votación                                                           |
| ------------------------------- | --------------------------------------------------------------------------- |
| Reino Unido (incluye Gibraltar) | Área del referéndum; 12 áreas de recuento regionales; 382 áreas de votación |

| Naciones constituyentes        | Áreas de votación                                                        |
| ------------------------------ | ------------------------------------------------------------------------ |
| Escocia                        | Recuento nacional; 32 áreas de votación                                  |
| Gales                          | Recuento nacional; 22 áreas de votación                                  |
| Inglaterra (incluye Gibraltar) | Recuento nacional; 9 áreas de recuento regionales; 326 áreas de votación |
| Irlanda del Norte              | Recuento nacional y una sola área de votación; 18 recuentos locales      |

| Territorio británico de ultramar          | Área de votación                                                                    |
| ----------------------------------------- | ----------------------------------------------------------------------------------- |
| Gibraltar (incluido dentro de Inglaterra) | Una sola área de votación (incluido en recuento regional de Sudoeste de Inglaterra) |

## Resultados
| Referéndum sobre la permanencia del Reino Unido en la Unión Europea Resultados globales           |                                |            |          |
| ¿Debería el Reino Unido permanecer como miembro de la Unión Europea o abandonar la Unión Europea? |                                |            |          |
| Opción                                                                                            | Opción                         | Votos      | %        |
|                                                                                                   | Abandonar la Unión Europea     | 17 410 742 | 51.9 %   |
|                                                                                                   | Permanecer en la Unión Europea | 16 141 241 | 48.1 %   |
|                                                                                                   |                                |            |          |
| Votos válidos                                                                                     | Votos válidos                  | 33 551 983 | 99.9 %   |
| Votos no válidos o en blanco                                                                      | Votos no válidos o en blanco   | 26 033     | 0.1 %    |
|                                                                                                   |                                |            |          |
| Participación                                                                                     | Participación                  | 33 578 016 | 72.2 %   |
| Votantes registrados                                                                              | Votantes registrados           | 46 501 241 | 100.00 % |
|                                                                                                   |                                |            |          |
| Fuente: BBC                                                                                       |                                |            |          |

### Resultados por naciones
En esta tabla se presenta el resultado final del referéndum en cada nación constitutiva, así como en la totalidad del Reino Unido, expresado en número de votos y con el porcentaje correspondiente. Además, se muestra una columna con la diferencia de votos entre una opción y la otra.
| Nación                     | Sí UE      | %      | No UE      | %      | Diferencia | %      |
| -------------------------- | ---------- | ------ | ---------- | ------ | ---------- | ------ |
| Escocia                    | 1 661 191  | 62.0 % | 1 018 322  | 38.0 % | 642 869    | 24.0 % |
| Gales                      | 772 347    | 47.5 % | 854 572    | 52.5 % | 82 225     | 5.1 %  |
| Inglaterra (con Gibraltar) | 13 266 996 | 46.6 % | 15 188 406 | 53.4 % | 1 921 410  | 6.8 %  |
| Irlanda del Norte          | 440 437    | 55.8 % | 349 442    | 44.2 % | 90 995     | 11.5 % |
| Total                      | 16 140 971 | 48.1 % | 17 410 742 | 51.9 % | 1 269 501  | 3.8 %  |
| Fuente: BBC                |            |        |            |        |            |        |

### Resultados por regiones

El resultado de la consulta por áreas de votación regionales (Gibraltar no se representa aquí)
Abandonar la UE
Permanecer en la UE

| Región                                 | Participación | Sí UE      | No UE      | % Sí    | % No    |
| -------------------------------------- | ------------- | ---------- | ---------- | ------- | ------- |
| Escocia                                | 67.2 %        | 1 661 191  | 1 018 322  | 62.00 % | 38.00 % |
| Gales                                  | 71.7 %        | 772 347    | 854 572    | 47.47 % | 52.53 % |
| Inglaterra (con Gibraltar)             | 73.0 %        | 13 266 996 | 15 188 406 | 46.62 % | 53.38 % |
| Este de Inglaterra                     | 75.7 %        | 1 448 616  | 1 880 367  | 43.52 % | 56.48 % |
| Londres                                | 69.7 %        | 2 263 519  | 1 513 232  | 59.93 % | 40.07 % |
| Midlands del Este                      | 74.2 %        | 1 033 036  | 1 475 479  | 41.18 % | 58.82 % |
| Midlands del Oeste                     | 72 %          | 1 207 175  | 1 755 687  | 40.74 % | 59.26 % |
| Nordeste de Inglaterra                 | 69.3 %        | 562 595    | 778 103    | 41.96 % | 58.04 % |
| Noroeste de Inglaterra                 | 70 %          | 1 699 020  | 1 966 925  | 46.35 % | 53.65 % |
| Sudeste de Inglaterra                  | 76.8 %        | 2 391 718  | 2 567 965  | 48.22 % | 51.78 % |
| Sudoeste de Inglaterra (con Gibraltar) | 76.7 %        | 1 503 019  | 1 669 711  | 47.37 % | 52.63 % |
| Yorkshire y Humber                     | 70.7 %        | 1 158 298  | 1 580 937  | 42.29 % | 57.71 % |
| Irlanda del Norte                      | 62.7 %        | 440 707    | 349 442    | 55.78 % | 44.22 % |

### Resultados de Gibraltar
Gibraltar es un territorio británico de ultramar perteneciente a Inglaterra, una de las naciones constituyentes del Reino Unido, formando parte de la Unión Europea. Los resultados de este territorio se incluyeron dentro de la región Sudoeste de Inglaterra, de la cual forma parte como área de votación.
| Territorio  | Participación | Sí UE  | %      | No UE | %     | Diferencia | %      |
| ----------- | ------------- | ------ | ------ | ----- | ----- | ---------- | ------ |
| Gibraltar   | 83.5 %        | 19 322 | 95.9 % | 823   | 4.1 % | 18 499     | 91.9 % |
| Fuente: BBC |               |        |        |       |       |            |        |